# Wječnik
Wječnik ili Wiki-rječnik (sastavljen od dviju riječi wiki i rječnik) višejezični je internetski baziran projekt koji stvara rječnik slobodnog sadržaja dostupan na više od 150 jezika.

## Wikirječnik
Za razliku od standardnih rječnika, wječnik se piše u suradnji volontera upotrebljavajući wiki programe i dopuštajući mijenjanje članaka gotovo svakomu s pristupom internetu. Kao i njegov sestrinski projekt Wikipediju, Wiktionary vodi Wikimedija. Zato što Wiktionary nije ograničen uvjetima tiskanog prostora, većina njegovih jezičnih izdanja nudi definicije i prijevode riječi s mnogih jezika, a neka izdanja nude dodatne informacije koje se tipično nalaze u rječnicima i leksikonima. Dodatno, engleski wikirječnik uključuje Wikisaurus, kategoriju koja služi kao rječnik, uključujući popis uličnih riječi (slang) i jednostavni engleski Wiktionary, kompiliran koristeći osnovni engleski podskup engleskoga jezika. 

## Povijest i razvoj
Wiktionary je stavljen na internet 12. prosinca 2002. slijedeći prijedlog Daniela Alstona. Dana 29. ožujka 2004. bili su inicirani prvi ne engleski wikirječnici na francuskome i poljskome. Od tada su započeli i rječnici na brojnim drugim jezicima. Rječnik je bio udomaćen na privremenoj URL adresi (wiktionary.wikipedia.org) do 1. svibnja 2004. kada je prebačen na aktualni puni URL. Od studenog 2006, wikirječnik ima preko 1,5 milijuna prijava preko njegovih 171 jezičnih izdanja. Najveći među jezičnim izdanjima je engleski wikirječnik, s više od 400.000 prijava. Bio je nadmašen početkom 2006. od francuskog wikirječnika, da bi ponovno zadobio vodeću poziciju u rujnu 2006. Osmo izdanje jezičnog wikirječnika sada sadržava svaki preko 100.000 unosa. Usprkos velikom broju prijava na wikirječnik, većina unosa i puno definicija na projektu najvećeg jezičnog izdanja su napravljeni računalnim programima koji su našli kreativan način da generiraju prijave od automatski uvezenih tisuću prijava od prije objavljenih rječnika. Sedam od osamnaest računalnih programa registriranih na engleskom
wikirječniku kreiraju 163.000 tamošnjih promjena. Samo 259 prijava ostaje (svaki sadrži puno definicija) na wikirječniku od originalnog uvoza od razvojnih programera iz javnih izvora; većina ovih uvoza podijeljeni su na tisuću odgovarajućih prijava ručno. Isključujući ovih 163.000 prijava, engleski wikirječnik bi imao oko 137.000 prijava, uključujući izraze jedinstvene za neengleske jezike, čineći ga manjim od većine jednojezičnih tiskanih rječnika. Oxfordski rječnik engleskog jezika ima 615.000 natuknica, dok Merriam-Websters Internacionalni rječnik engleskog jezika, neskraćeno ima 475.000 prijava (s mnogim dodatno ugrađenim natuknicama). Trebalo bi biti naznačeno da sada postoji detaljnija statistika koja jasnije razlikuje autentičnu prijavu od manje važnih prijava.

## Wikirječnici
Engleski wikirječnik ne oslanja se doduše na računalni program onoliko koliko se neka manja izdanja oslanjaju. Francuski i Vijetnamski wikirječnici, naprimjer, uvezli su velike dijelove sa slobodnog projekta vijetnamskog rječnika, koji omogućava besplatni sadržaj dvojezičnih rječnika na i s vijetnamskog. Ove uvozne prijave dopunjavaju virtualno sve što vijetnamsko izdanje nudi. Poput engleskog izdanja, francuski wikirječnik je uveo otprilike 20.000 prijava u Unihan bazu podataka kineskog, japanskog i koreanskog značenja. Francuski wikirječnik je brzo rastao u 2006. zahvaljujući velikom udjelu računalnih programa kopirajući mnoge ulaze od starih, slobodno licenciranih rječnika, kao što je osmo izdanje rječnika de l'Académie française (1935., oko 35.000 riječi) i koristeći računalne programe za dodavanje riječi od drugih izdanja rječnika s francuskim prijevodima. Rusko izdanje raste s gotovo 80.000 prijava kao LX računalni program koji nadodaje predložene prijave (s natuknicama ali bez definicija) za engleske i njemačke riječi. 
Dana 31. svibnja 2010. hrvatska inačica Wječnika dostigla je 10.000 članaka.

## Logo wikirječnika
Većina wikirječnika trenutačno koristi tekstualni logo dizajniran od Briana Vibbera, koji je MediaWiki programer. Usprkos učestalim diskusijama o izmjenjivanju ili zamijeni loga, natjecanje u četiri faze održano na Wikimedia Meta-Wiki od rujna do listopada 2006. nije se pokazalo toliko sudjelovanje iz Wiktionary zajednice kao što su se neki članovi nadali. Od lipnja 2007. francusko, vijetnamsko, tursko, arapsko, talijansko, švedsko, koreansko, nizozemsko, litvansko, iransko, sicilijansko i obično englesko izdanje prebacili su se na izabrani logo s natjecanja ; preostala izdanja upotrebljavaju ili tekstualni logo ili kao u slučaju Galicijskog rječnika, logo koji opisuje rječnik kako nosi Galicijski grb.
Hrvatska inačica Wikirječnika - Wjêčnik, uz definicije i prijevode ponekad nudi: sklonidbe (ovisno o vrsti riječi), izgovor (uz mogućnost slušanja snimke izgovora izvornog govornika), sinonime i antonime, primjere, srodne riječi, sintagmu, frazeologiju te etimologiju riječi uz napomene autora.
Sadržaj tekstova objavljenih na Wiki-rječniku pokriven je GNU/GPL licencijom, a od lipnja 2009. dodatno s Creative Commons "CC-BY-SA 3.0 Unported"  (Imenovanje-Dijeli pod istim uvjetima 3.0).